# Tequila, Veracruz
Tequila là một đô thị thuộc bang Veracruz, México. Năm 2005, dân số của đô thị này là 12206 người.